# Хоселито (певец)
Хосели́то (исп. Joselito, полн. имя José Jiménez Fernández, род. 11 февраля 1943 или 1947) — испанский певец и актёр.

## Биография
Был замечен французским «королём оперетты» Луисом Мариано, который стал его наставником и привёз во Францию, где Хоселито впервые выступил на телевидении.
Прославился, сыграв главную роль мальчика с золотым голосом по имени Хоселито в вышедшем в 1956 году фильме «El pequeño ruiseñor» («Маленький соловей»). Кинокартина имела бешеный успех, и Хоселито продолжил играть своего героя в целой серии музыкальных фильмов.
Поскольку его фильмы были очень популярны в Латинской Америке, несколько фильмов с ним сняли в Мексике.
Его 14 фильмов принесли ему международную славу и деньги в очень молодом возрасте. Он даже выступал в Гаване для Че Гевары и Фиделя Кастро. Слава Хоселито докатилась и до Соединённых Штатов, где он несколько раз участвовал в «Шоу Эда Салливана». Ездил с концертными турами по Латинской Америке и по многим другим странам. Например, дал концерт в «Олимпии» в Париже в 1965 году.
Отойдя от музыки и кино, в первой половине 1970-х годов провёл несколько лет в Анголе. Согласно некоторым публикациям в прессе, работал там наёмником на португальское правительство.
29 августа 1991 года был арестован в Испании с 85 граммами кокаина за рулём автомобиля BMW с 18-летней спутницей и по обвинению в наркоторговле был приговорён к 5 годам тюремного заключения.
В 1993 году, будучи условно-досрочно освобождён, был опять арестован, на этот раз за попытку продажи 0,5 килограмма кокаина. В 1994 году, проведя в заключении в общей сложности три года, опять был условно-досрочно освобождён. Суд по поводу 500 грамов кокаина должен был состояться позднее. В итоге суд решил, что полиция спровоцировала его на нарушение закона. По выходе изданной в 2002 году его авторизованной биографии Хоселито утверждал: «тюрьма — лучшее, что со мной произошло [в жизни]». Там он избавился от зависимости от кокаина и научился подчиняться определённым нормам (исп. conformarse).
После освобождения вернулся к музыке, специализируясь в жанре романтических баллад.
В 2000-е годы время от времени появляется на телевидении. Например, был участником реалити-шоу «Supervivientes» (испанского аналога программы «Survivor») и участвовал в нескольких выпусках передачи «Cine de barrio» на TVE.

## Фильмография
- El pequeño ruiseñor (1956)
- Saeta del ruiseñor (1957)
- El ruiseñor de las cumbres (1958)
- Escucha mi canción (1958)
- Las aventuras de Joselito y Pulgarcito (1959)
- El pequeño coronel (1959)
- Aventuras de Joselito en América (1960)
- Bello recuerdo (1961)
- Los dos golfillos (1961)
- El caballo blanco (1962)
- El secreto de Tomy (1963)
- Loca juventud (1965)
- La vida nueva de Pedrito de Andía (1965)
- El falso heredero (1966)
- Prisionero en la ciudad (1969)
- Очень испанское кино (2009) — El José
- Torrente 4 (2011)